# باباغير
باباغير (بالفارسية: باباگیر) هي قرية تقع في قسم زرنة الريفي (مقاطعة إيوان) في إيران. يقدر عدد سكانها بـ 117 نسمة بحسب إحصاء 2016.